# Хатистир
Хатистир (рос. Хатыстыр)  — село Алданського улусу, Республіки Саха Росії. Входить до складу Баллетського наслегу.
Населення —  1385 осіб (2015 рік). 